# (118401) LINEAR
(118401) LINEAR (176P/LINEAR) — объект главного пояса, также известный как комета 176P/LINEAR. Он был обнаружен 7 сентября 1999 года в рамках проекта LINEAR 1-метрового телескопа обсерватории Сокорро и, первоначально, идентифицирован как небольшой астероид, принадлежащий семейству Фемиды, которому было присвоено временное обозначение 1999 RE70. Он оставался в этом статусе ещё около шести лет, пока американские астрономы H. H. Hsieh и D. C. Jewitt, изучая снимки этого астероида, полученные 26 ноября 2005 года с помощью 8-метрового телескопа обсерватории Мауна-Кеа, не обнаружили у него небольшой хвост в 7 " угловых секунд длинной. Снимки, полученные 24-27 декабря 2005 года с помощью 2,2-метровым телескопом Гавайского университета и 29 декабря телескопом "Джемини", подтвердили наличие хвоста. Комета обладает довольно коротким периодом обращения вокруг Солнца — чуть более 5,7 года.

Орбита астероида LINEAR и его положение в Солнечной системе

Помимо данного тела подобный двойной статус (одновременно и кометы, и астероида) имеют ещё семь объектов: (2060) Хирон (95P/Chiron), (7968) Эльст — Писарро (133P/Elst–Pizarro), (4015) Вильсон — Харрингтон (107P/Wilson–Harrington), (60558) Эхекл (174P/Echeclus), (323137) 2003 BM80 (282P/2003 BM80), (300163) 2006 VW139 (288P/2006 VW139), (457175) 2008 GO98 (362P/2008 GO98). 
Подобные объекты называют кометами главного пояса. Они имеют слабо наклонённые почти круговые орбиты с малым эксцентриситетом, которые более характерны для астероидов, чем для комет. Поскольку такие объект формируют вокруг себя кому, следовательно они должны содержать в своём составе летучие вещества. У обычных комет они начинают испаряться вблизи перигелия, но кометы главного пояса имеют практически круговые орбиты и постоянно находятся в относительной близости к Солнцу, что должно было привести к быстрому исчерпанию летучих веществ на поверхности таких тел. И единственным способом для возобновления кометной активности для них, является обнажения глубинных слоёв тела, что обычно происходит при столкновении с метеоритами. Считается, что на подобных орбитах короткопериодические кометы остаются активными в течение 10 000, пока легколетучие вещества не скроются под слоем пыли. Таким образом, наличие кометной активности у астероидов в главном поясе, может являться свидетельством недавно пережитого ими столкновения.
По данным инфракрасного телескопа Спитцер отражающая способность астероида равная 0,06, что даёт его диаметр 3,0 — 5,2 км. По характеристикам объект схож с астероидом (7968) Эльст — Писарро, но, в отличие от него, имеет заметно более длительный период вращения ядра — около 18 часов, что может свидетельствовать о недавнем начале кометной активности, поскольку, обычно, испарение летучих веществ приводит к значительному ускорению вращения.